# 中華書局（香港）

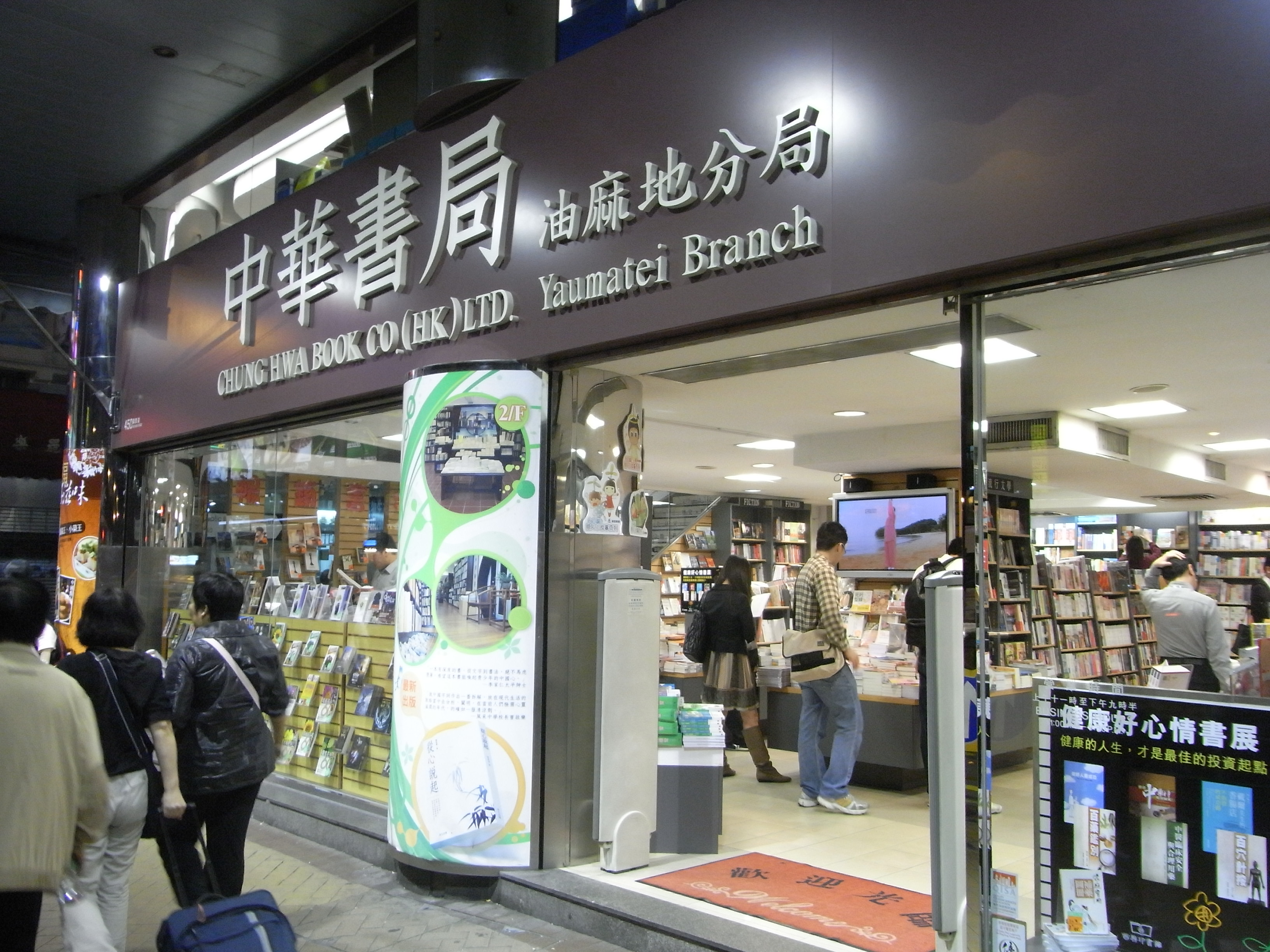
油麻地分局

中華書局（香港）有限公司（英語：Chung Hwa Book Company (Hong Kong) Limited），乃香港出版社及連鎖書店。

## 历史

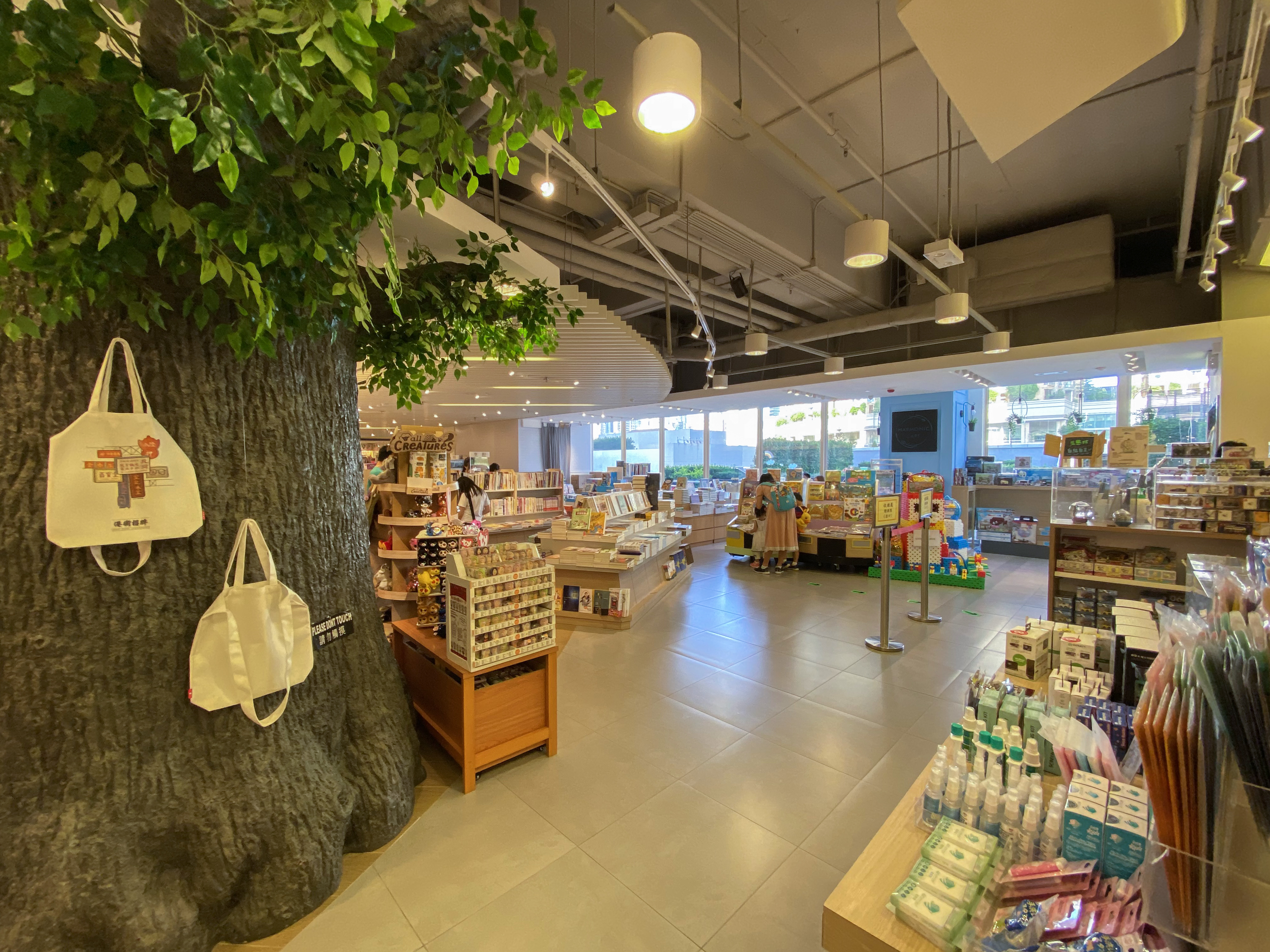
位於荃灣廣場分局

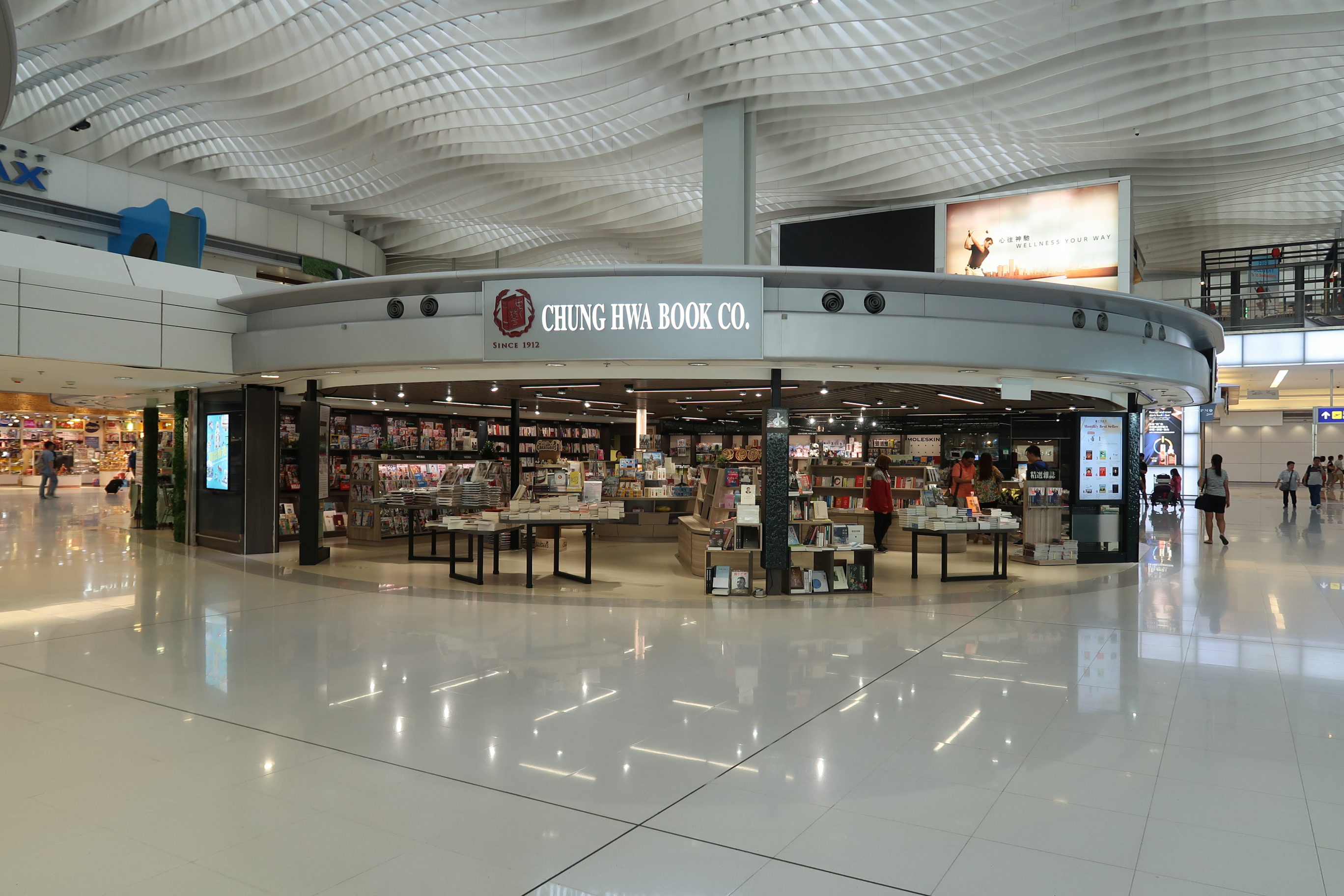
位於香港國際機場二號客運大樓的機場分局

1912年中華書局成立於上海，1927年中華書局在香港成立分局；1979年中華書局油麻地開業; 1988年中華書局香港分局改組，註冊成立「中華書局（香港）有限公司」，並成為聯合出版（集團）有限公司成員之一，最終股東為香港中聯辦。1991年中華書局荃灣廣場分局開業。2001年中華書局「慢讀時光」概念店開業。2016年中華書局香港國際機場二號客運大樓的機場分局開業。它是一家綜合性的文化出版機構，經營出版、零售、直銷等多項業務。副線品牌包括非凡出版、開明書店、動漫世界、慢讀時光等。

## 业务
中華書局於銅鑼灣中央圖書館、油麻地等多個地區經營多間門市。2016年，中華書局取代結業的葉壹堂，進駐香港國際機場開設5間分店。
除了書店業務外，中華書局亦會出版文學、歷史、工具書等各類書籍，其中第七版《中華新字典》更於2018年奪得日本 Good Design Award。

## 新加坡中華書局
1923年，中華書局的新加坡分局成立。
中華書局（新）有限公司，目前是香港最大的綜合性出版集團聯合出版集團所擁有。

## 爭議

### 譯書事件
2013年暑假舉行的香港書展期間，中華書局被揭發售賣刪節版《香港簡史》（其英文原著由香港大學歷史系教授高馬可編著）。中華書局回應，中譯本共有兩個版本，完整版於香港等地區發行，刪節版則是為與中國大陸地區進行版權貿易及發行而製作的少量樣書；香港書展期間，因備貨及陳列失誤致使該樣書在展場售出38本，後已及時回收。

### 審查社運照片
2018年10月，「香港舊照片」專頁創辦人余震宇策劃的展覽中，一批名為「舊城中環」且在香港城市大學展出的照片部份涉及六四事件和雨傘運動，故此被中華書局以政治理由禁止披露；基於中華書局、三聯書店與商務印書館早年被揭發公司持有人為中聯辦旗下的聯合出版集團，因而被指對任何包括中共敏感議題的作品嚴加審查。

## 外部連結
- 官方网站
- 中華書局（香港）的Facebook專頁
- 中華書局（香港）的Instagram帳戶
- 中華書局（香港）的新浪微博
- YouTube上的中華書局（香港）頻道